# Тане Савичевой и детям войны посвящается
Тане Савичевой и детям войны посвящается — мемориальный комплекс в рабочем посёлке Шатки Нижегородской области, названный именем ленинградской девочки как символа всех детей, страдавших и погибших в годы Великой Отечественной войны.

## История
Мемориал открыт 7 мая 2010 года, в преддверии 65-летия Великой Победы, на территории школы № 1 посёлка Шатки; авторы — скульпторы А. Б. Холуёв и Т. Г. Холуёва, архитектор — А. И. Улановский. В церемонии открытия приняли участие губернатор Нижегородской области Валерий Шанцев, председатель Областного законодательного собрания Виктор Лунин, глава Шатковского района Алексей Нестеров, делегация нижегородской общественной организации «Жители блокадного Ленинграда» во главе с председателем Сергеем Фогелем. Также от Нижегородской епархии на празднике присутствовал благочинный Шатковского округа священник Василий Лютянский.
Идея создать этот памятник возникла ещё в 1980-х годах. Первый его проект был разработан в 1984—1985 годах, и летом 1989 года заложен фундамент. Затем финансирование прекратилось. Только в 2007 году вопрос о строительстве памятника был снова поднят. C просьбой реализовать задуманное к губернатору Нижегородской области В. П. Шанцеву во время его визита в Шатки обратились учащиеся Шатковской школы № 1. Губернатор пообещал помочь и сдержал своё слово — были выделены средства из фонда губернатора, в 2008 году была восстановлена проектная документация, в 2009 году началось сооружение мемориала.

## Описание

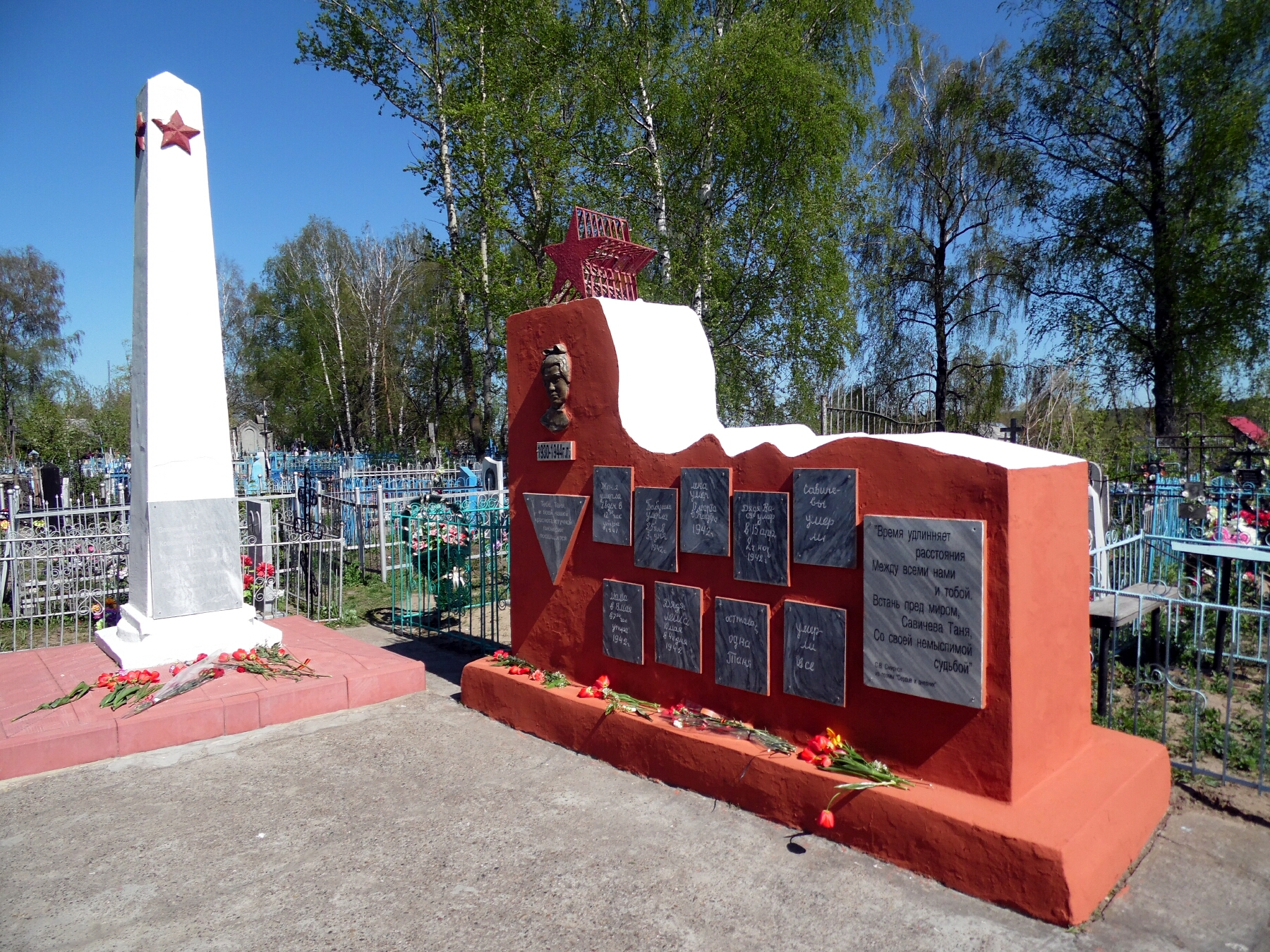
Стела и обелиск на шатковском кладбище

Комплекс состоит из шести боковых бетонных арок, облицованных кремовым мрамором, внутри которых по обеим их сторонам находятся 12 рельефных историй из жизни детей блокадного Ленинграда. В центре мемориала, в алькове за главной входной аркой, находится скульптура самой Тане Савичевой, ставшей известной благодаря своему дневнику, где она записала гибель всех родных в Ленинградскую блокаду. Мемориал создан на средства самих жителей поселка Шатки, памятник Тани в полный рост отлили на предприятии «Литейный дворъ» в Екатеринбурге.
Сама Таня Савичева, эвакуированная в Шатки, не выжила и умерла 1 июля 1944 в Шатковской районной больнице от дистрофии и нервного истощения. На кладбище посёлка была установлена стела с барельефным портретом Тани Савичевой и мраморными памятными досками, а также обелиск советским воинам, погибшим от ран в шатковском госпитале в годы Великой Отечественной войны.